# Nouans
Pour les articles homonymes, voir Nouans (homonymie).
Nouans est une commune française, située dans le département de la Sarthe en région Pays de la Loire, peuplée de 255 habitants.
La commune fait partie de la province historique du Maine, et se situe dans le Saosnois.

## Géographie
|                  | René   |                |
| Meurcé           | Nouans | Dangeul        |
| Lucé-sous-Ballon |        | Congé-sur-Orne |

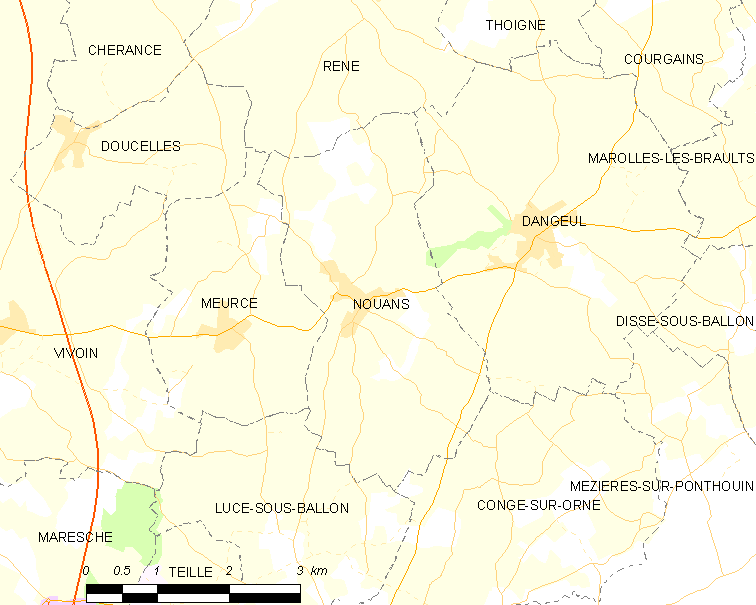
Carte de la commune.
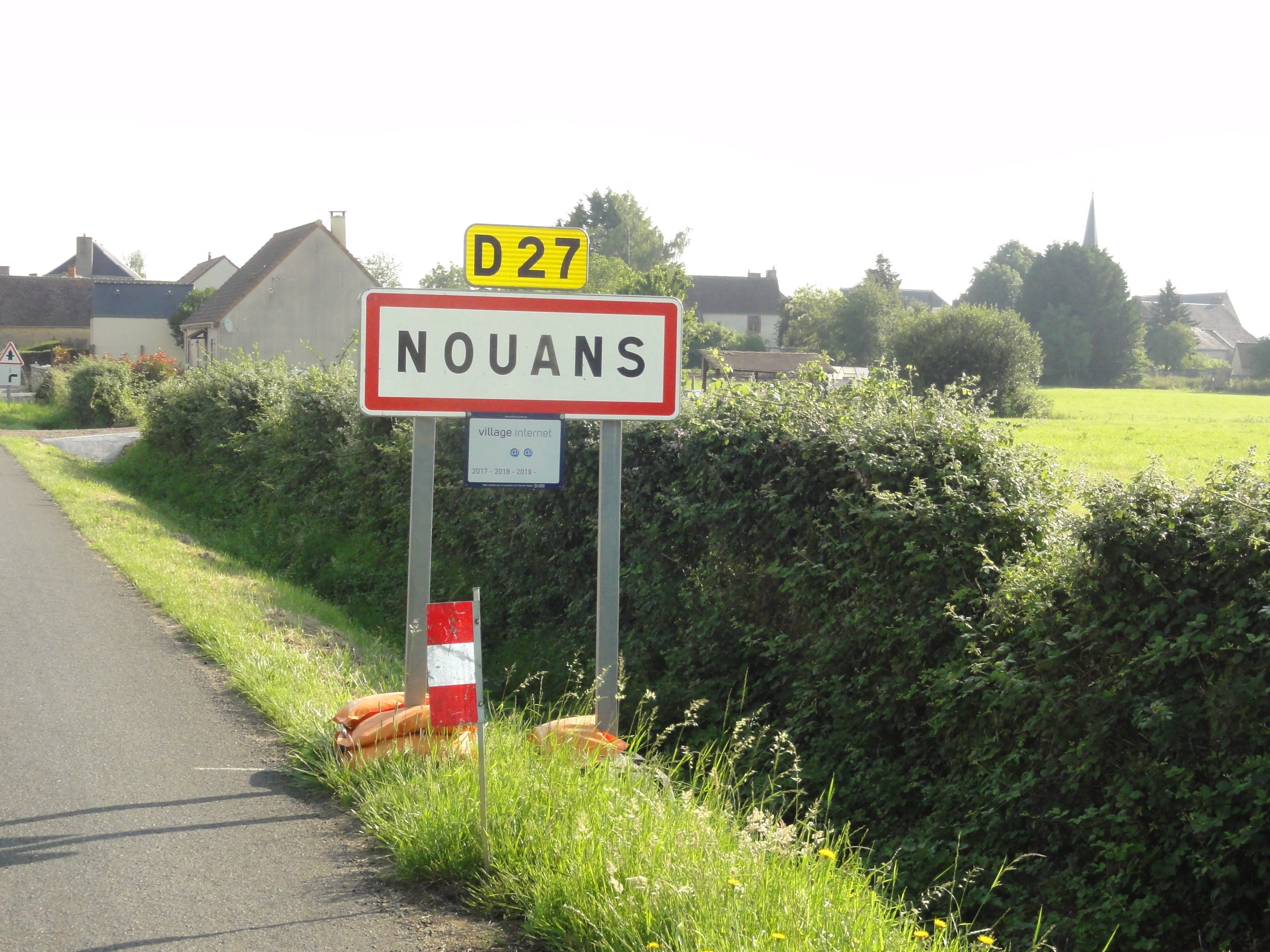
Entrée de Nouans.
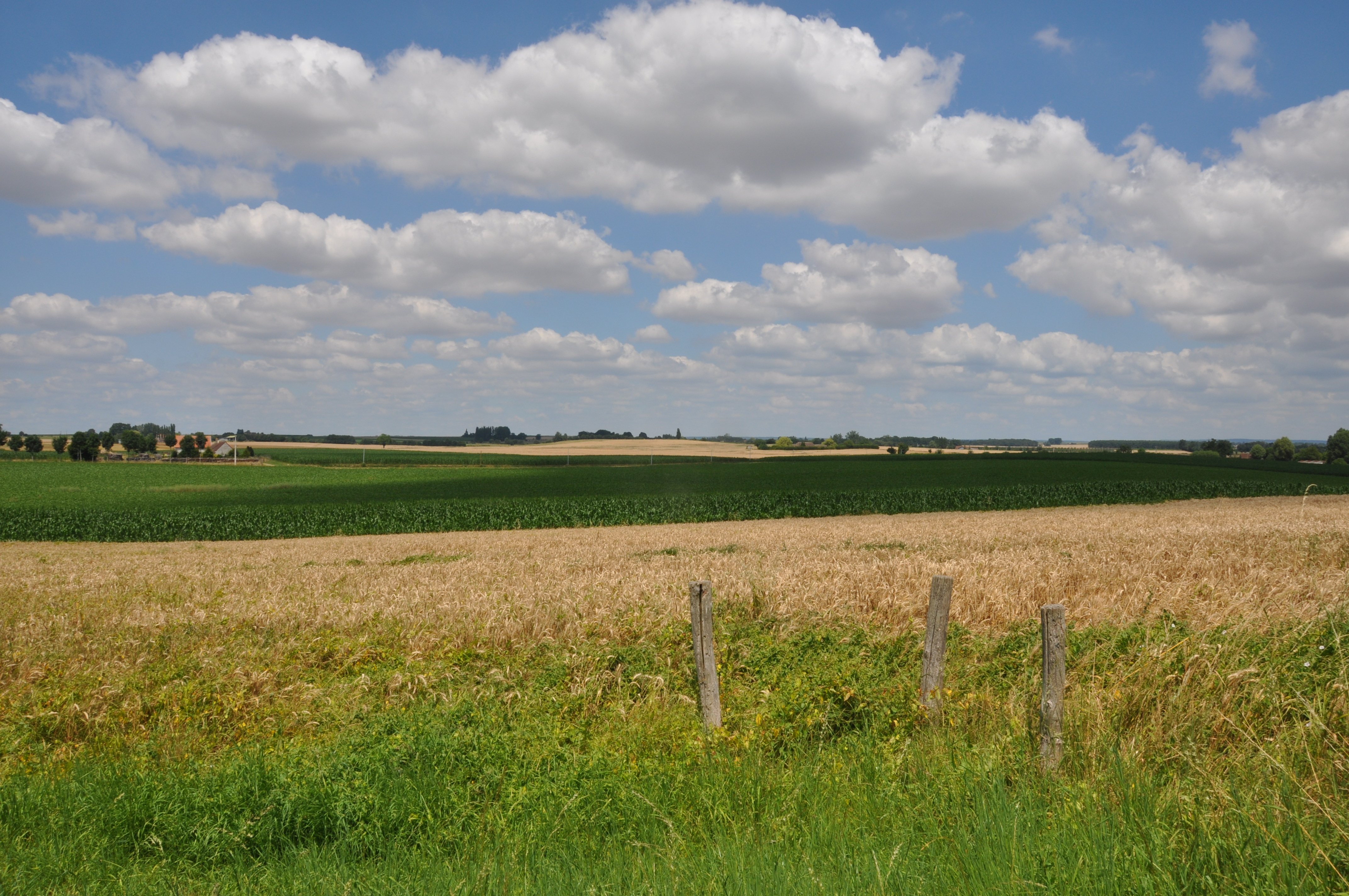
Vue sur la campagne.

### Climat
Pour des articles plus généraux, voir Climat des Pays de la Loire et Climat de la Sarthe.
En 2010, le climat de la commune est de type climat océanique dégradé des plaines du Centre et du Nord, selon une étude du CNRS s'appuyant sur une série de données couvrant la période 1971-2000. En 2020, Météo-France publie une typologie des climats de la France métropolitaine dans laquelle la commune est exposée à un climat océanique altéré et est dans la région climatique  Moyenne vallée de la Loire, caractérisée par une bonne insolation (1 850 h/an) et un été peu pluvieux. 
Pour la période 1971-2000, la température annuelle moyenne est de 10,5 °C, avec une amplitude thermique annuelle de 13,9 °C. Le cumul annuel moyen de précipitations est de 689 mm, avec 11,7 jours de précipitations en janvier et 7,1 jours en juillet. Pour la période 1991-2020, la température moyenne annuelle observée sur la station météorologique de Météo-France la plus proche, « Marolles Les Braults », sur la commune de Marolles-les-Braults à 6 km à vol d'oiseau, est de 11,8 °C et le cumul annuel moyen de précipitations est de 702,5 mm,. Pour l'avenir, les paramètres climatiques de la commune estimés pour 2050 selon différents scénarios d'émission de gaz à effet de serre sont consultables sur un site dédié publié par Météo-France en novembre 2022.

## Urbanisme

### Typologie
Au 1er janvier 2024, Nouans est catégorisée commune rurale à habitat très dispersé, selon la nouvelle grille communale de densité à sept niveaux définie par l'Insee en 2022.
Elle est située hors unité urbaine. Par ailleurs la commune fait partie de l'aire d'attraction du Mans, dont elle est une commune de la couronne,. Cette aire, qui regroupe 144 communes, est catégorisée dans les aires de 200 000 à moins de 700 000 habitants,.

### Occupation des sols
L'occupation des sols de la commune, telle qu'elle ressort de la base de données européenne d’occupation biophysique des sols Corine Land Cover (CLC), est marquée par l'importance des territoires agricoles (96,1 % en 2018), une proportion identique à celle de 1990 (96,1 %). La répartition détaillée en 2018 est la suivante : 
terres arables (88 %), prairies (8,1 %), zones urbanisées (3,5 %), forêts (0,4 %). L'évolution de l’occupation des sols de la commune et de ses infrastructures peut être observée sur les différentes représentations cartographiques du territoire : la carte de Cassini (XVIIIe siècle), la carte d'état-major (1820-1866) et les cartes ou photos aériennes de l'IGN pour la période actuelle (1950 à aujourd'hui).

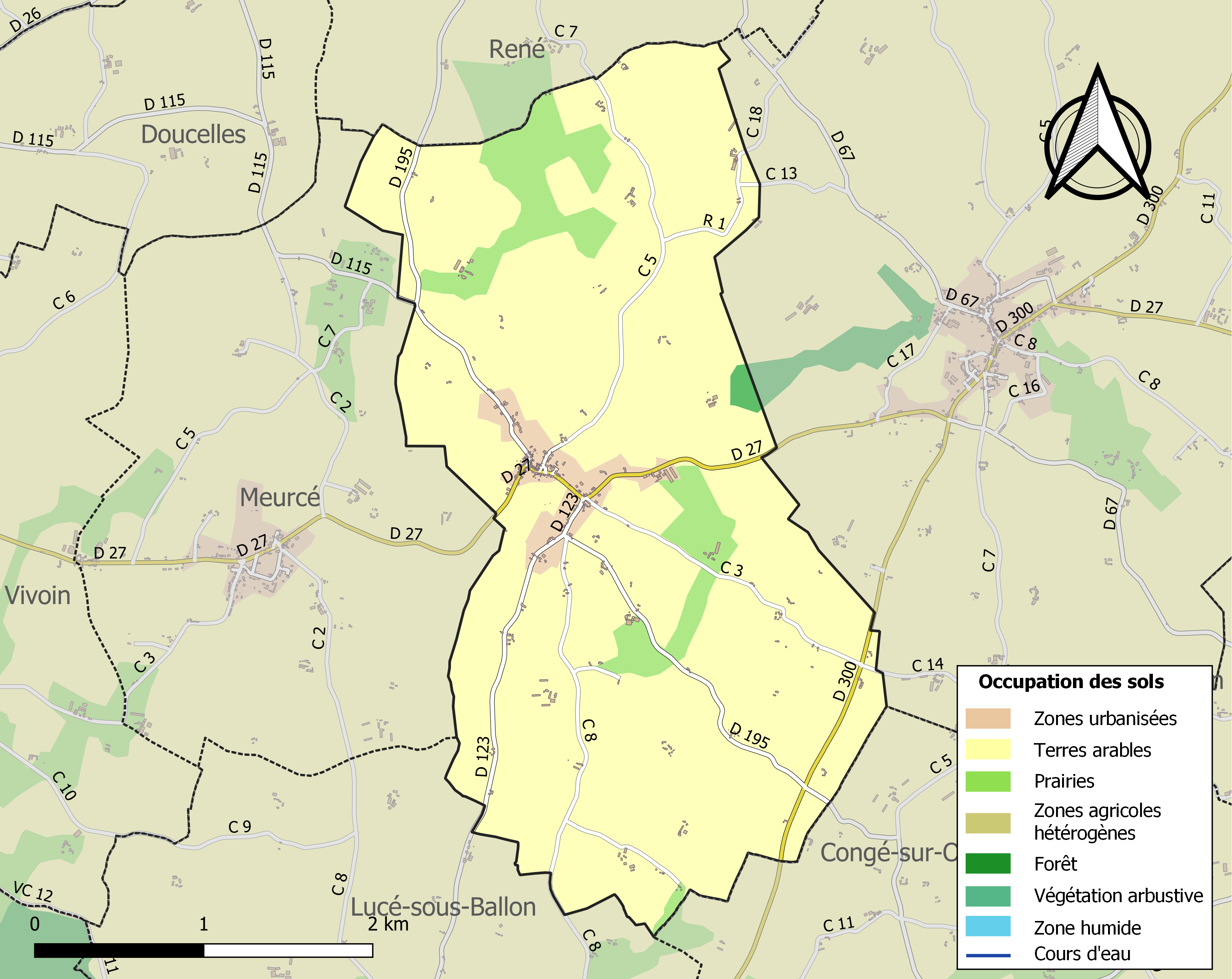
Carte des infrastructures et de l'occupation des sols de la commune en 2018 (CLC).

## Toponymie
Vers 1060, son toponyme s’écrivant Noento d’après Dauzat & Rostaing, et Novento d’après Taverdet. Il proviendrait du gaulois novientum qui désigne un « nouvel établissement ». Ce terme est le plus souvent francisé en Nogent mais parfois en Nouans ou Nohant. Taverdet signale une autre hypothèse, celle du gaulois nauda qui désigne un terrain humide et qui a donné le terme noue ou noë. Le village se trouve en effet dans la vallée de la Gandelée, affluent de l’Orne Saosnoise.
Le gentilé est Nouantais.

## Héraldique
| Armes de Nouans | Les armoiries de Nouans se blasonnent ainsi : Écartelé : au 1er d'argent à trois chevrons de sinople, au 2e fascé d'argent et de sinople, au 3e fascé de sinople et d'argent, au 4e d'argent à deux chevrons de sinople. |

## Politique et administration
| Période                                  | Période   | Identité          | Étiquette | Qualité                             |
| ---------------------------------------- | --------- | ----------------- | --------- | ----------------------------------- |
| avant 1995                               | 1995      | Eugène Courboulay | DVD       |                                     |
| juin 1995                                | mars 2001 | Gérard Brissard   |           |                                     |
| mars 2001                                | En cours  | Claude Morin      | SE        | Responsable technique et commercial |
| Les données manquantes sont à compléter. |           |                   |           |                                     |

## Démographie
L'évolution du nombre d'habitants est connue à travers les recensements de la population effectués dans la commune depuis 1793. Pour les communes de moins de 10 000 habitants, une enquête de recensement portant sur toute la population est réalisée tous les cinq ans, les populations de référence des années intermédiaires étant quant à elles estimées par interpolation ou extrapolation. Pour la commune, le premier recensement exhaustif entrant dans le cadre du nouveau dispositif a été réalisé en 2005.
En 2022, la commune comptait 255 habitants, en évolution de −10,21 % par rapport à 2016 (Sarthe : −0,25 %, France hors Mayotte : +2,11 %).
| 1793 | 1800 | 1806 | 1821  | 1831  | 1836  | 1841 | 1846 | 1851 |
| ---- | ---- | ---- | ----- | ----- | ----- | ---- | ---- | ---- |
| 929  | 957  | 993  | 1 044 | 1 019 | 1 042 | 966  | 948  | 899  |

| 1856 | 1861 | 1866 | 1872 | 1876 | 1881 | 1886 | 1891 | 1896 |
| ---- | ---- | ---- | ---- | ---- | ---- | ---- | ---- | ---- |
| 846  | 853  | 777  | 741  | 715  | 678  | 642  | 608  | 576  |

| 1901 | 1906 | 1911 | 1921 | 1926 | 1931 | 1936 | 1946 | 1954 |
| ---- | ---- | ---- | ---- | ---- | ---- | ---- | ---- | ---- |
| 612  | 566  | 582  | 500  | 485  | 470  | 461  | 476  | 407  |

| 1962 | 1968 | 1975 | 1982 | 1990 | 1999 | 2005 | 2006 | 2010 |
| ---- | ---- | ---- | ---- | ---- | ---- | ---- | ---- | ---- |
| 393  | 351  | 300  | 267  | 250  | 250  | 261  | 260  | 284  |

| 2015 | 2020 | 2022 | - | - | - | - | - | - |
| ---- | ---- | ---- | - | - | - | - | - | - |
| 284  | 264  | 255  | - | - | - | - | - | - |

## Lieux et monuments
- Église Saint-Martin. Sur la façade, deux plaques avec un texte en ancien français.
- Oratoire avec croix de mission.
- Monument aux morts.
- Moulin à eau de la fin du XVIe siècle.

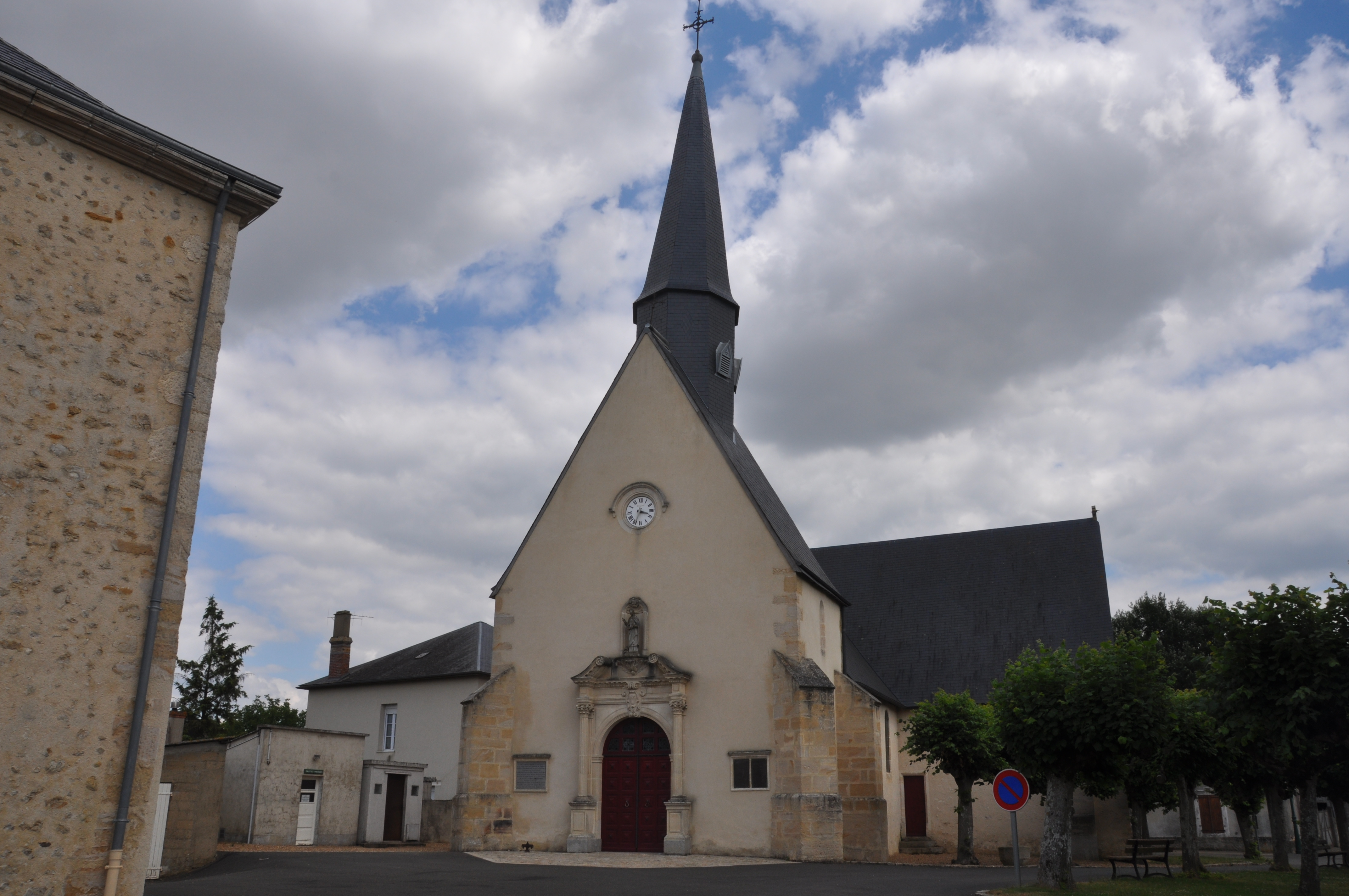
L'église Saint-Martin.
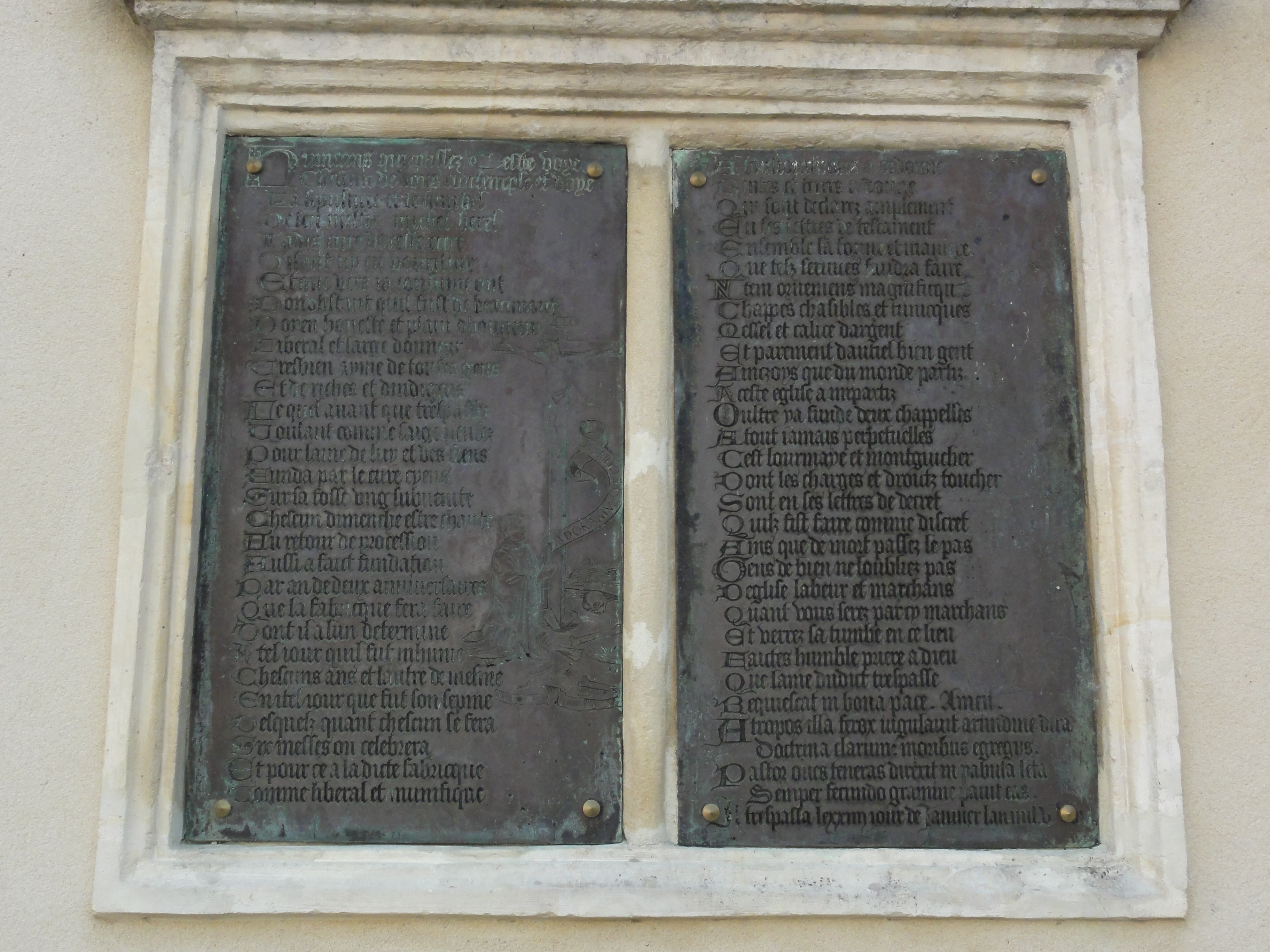
Deux plaques en ancien français sur la façade de l'église.
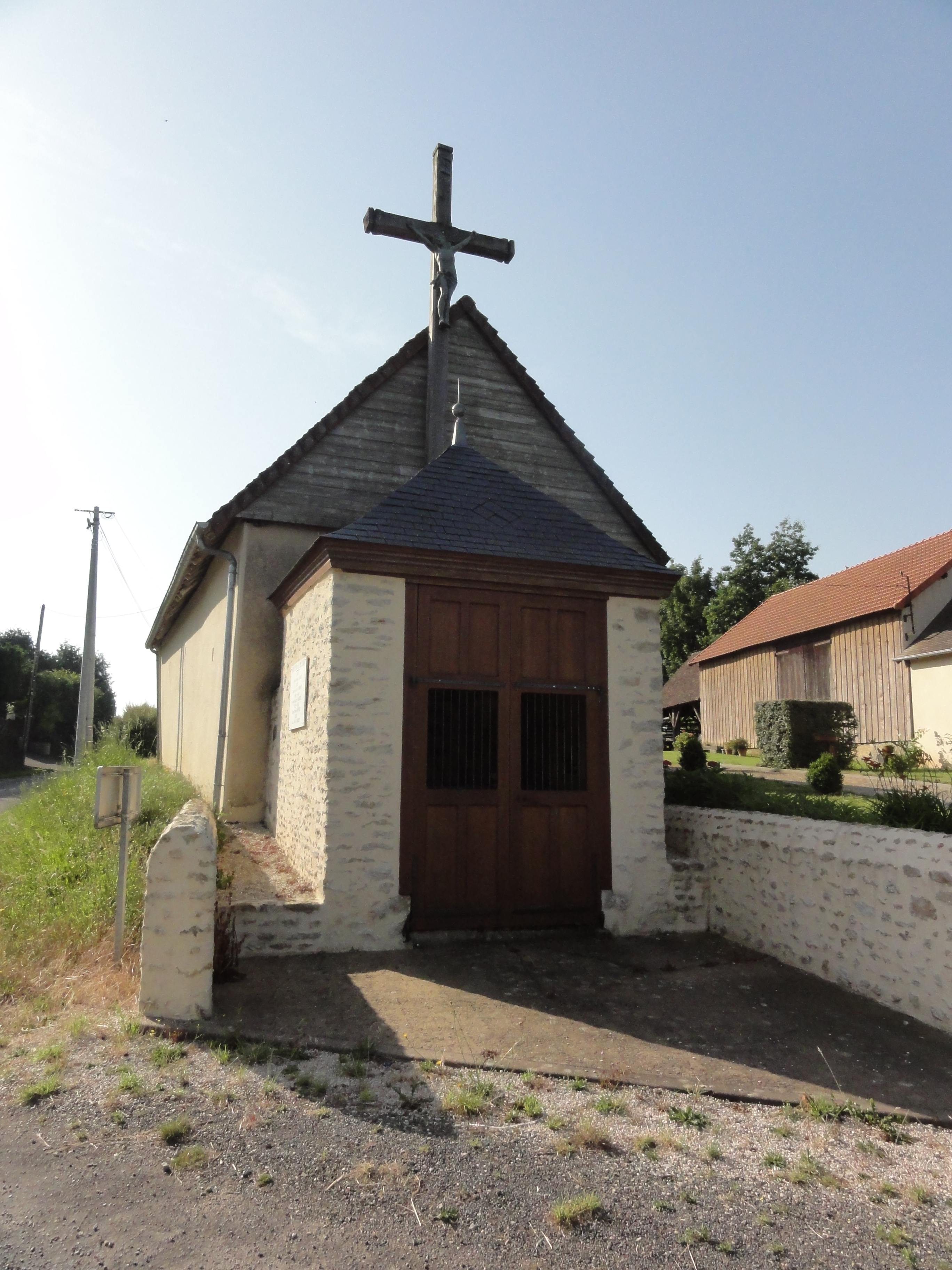
Oratoire avec croix de mission.
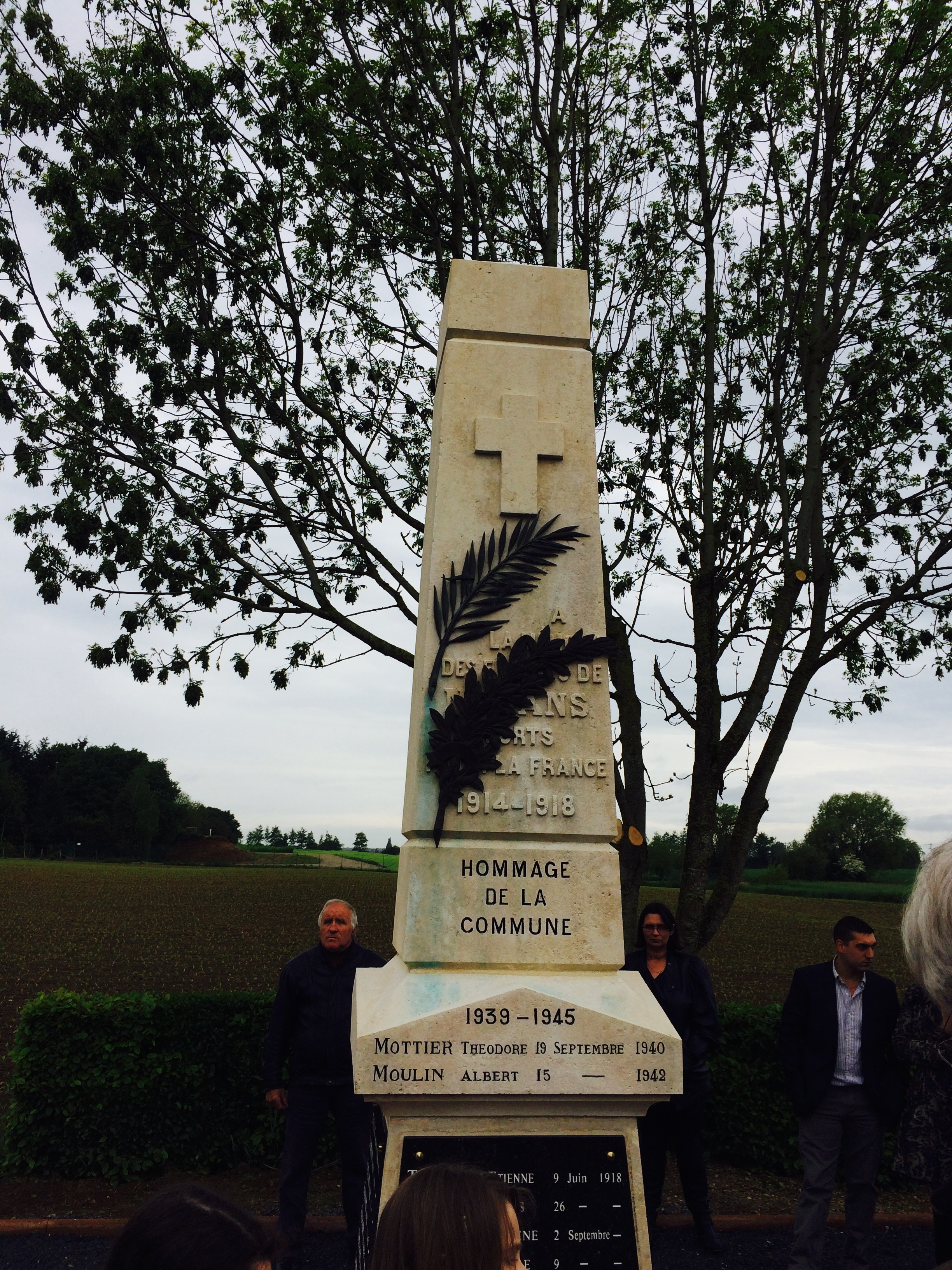
Monument aux morts.
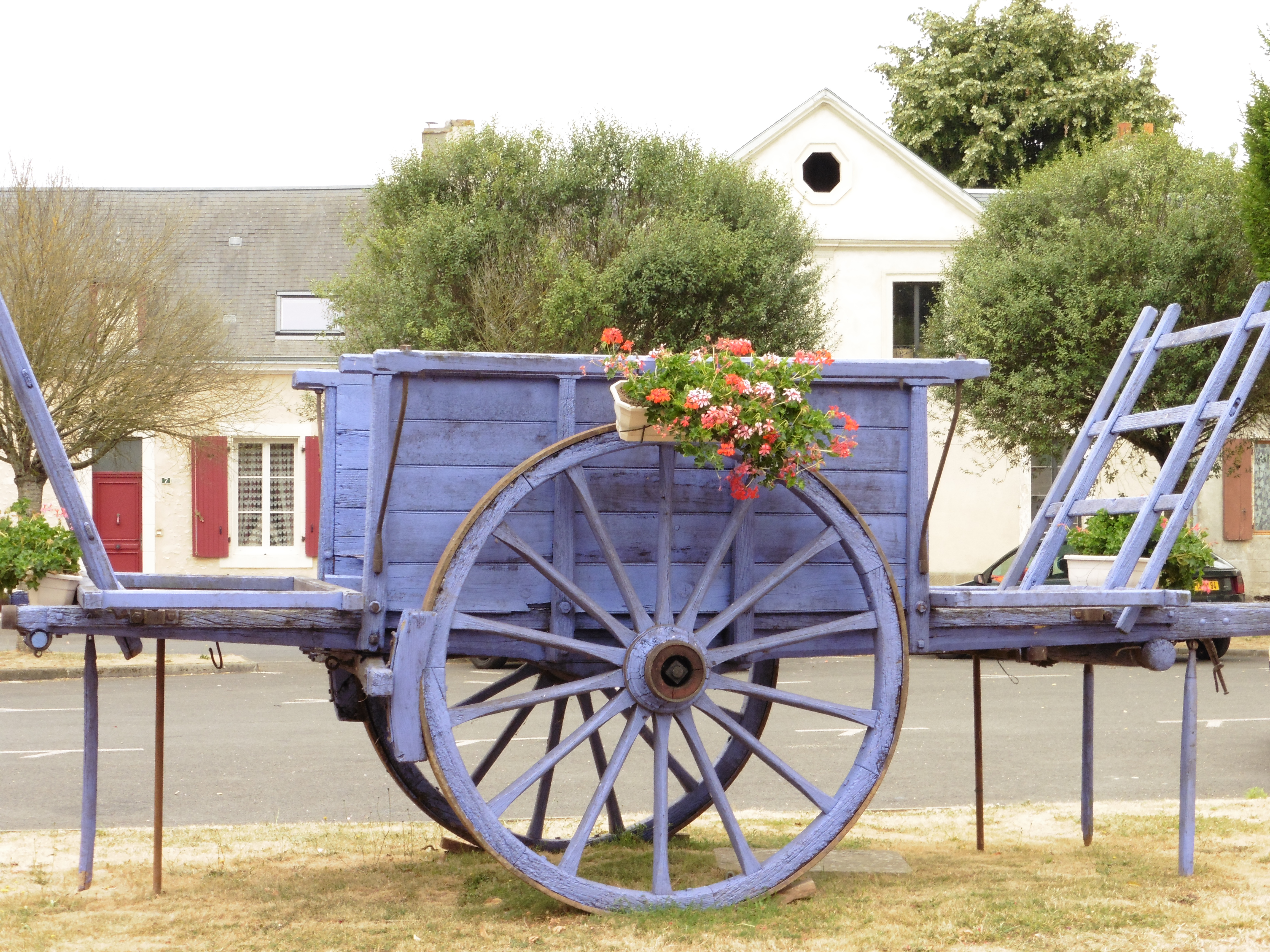
Charrette fleurie dans le bourg.
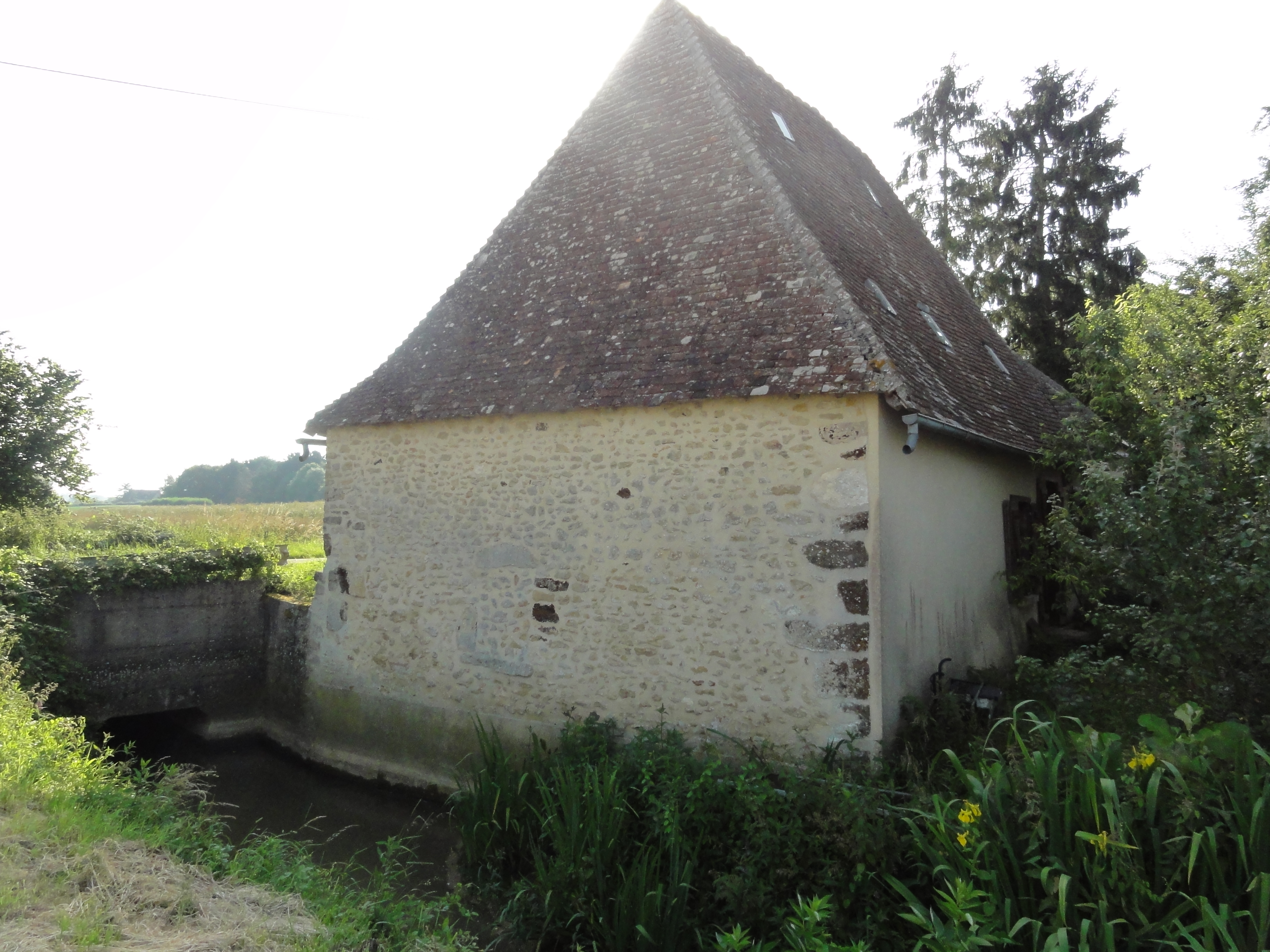
Moulin à eau de la fin du XVIe siècle

## Personnalités liées
- François-Yves Besnard, curé de Nouans, auteur des Souvenirs d'un monagénaire, Paris Champion, 1880.
- Marcel Jousse (1886-1961), professeur d'anthropologie linguistique à l'École d'anthropologie de Paris, a fait ses études primaires à l'école communale de Nouans.